# Кишеньковий всесвіт
Кишеньковий всесвіт — поняття інфляційної теорії, запропоноване Аланом Гутом. Воно визначає область, подібну до тієї, що містить видимий всесвіт як лише одну з багатьох інфляційних зон.
Астрофізик Жан-Люк Лехнерс із Принстонського центру теоретичних наук стверджував, що інфляційний всесвіт виробляє кишені. Як він писав 2012 року, «Хаотична інфляція виробляє кишенькові всесвіти з усіма фізично дозволеними вакуумами й історіями. Деякі з цих кишенькових всесвітів можуть містити фазу повільної інфляції, деякі можуть проходити цикли космологічної еволюції, а деякі можуть виглядати як Галілеєве походження чи інші сценарії „виникнення“ Всесвіту. Який саме з цих типів всесвіту ми найімовірніше населяємо, залежить від вимірювань, які ми обрали задля регулювання нескінченностей, притаманних хаотичній інфляції».
Але, Лехнерс продовжує, «нинішні провідні заходи пропонують — а саме, глобальний світловий конус відсікання та його локальний аналог, причинну алмазну міру — а також тісно пов'язані пропозиції, всі з яких передбачають, що ми повинні жити у кишеньковому всесвіті, який починається з малої швидкості Габбла, тим самим сприяючи циклічнім і моделям виникнення». Лехнерс додає, незворушно, «Кишенькові всесвіти, які проходять цикли, є кращими, оскільки вони виробляють житлові умови повторно всередині кожної кишені».